# The Gift (альбом Джона Зорна)
The Gift — альбом Джона Зорна, вышедший в 2001 году.

## Об альбоме
The Gift третий альбом из серии «Music Romance», описанный на сайте лейбла как альбом «исключительно для любовников». В оформлении обложки альбома использованы рисунки Суэхиро Маруо, на которых изображены юные девушки в контекстах, которые могут показаться возмутительными. Зорн использовал такой оформительский приём с целью подчеркнуть, что красота субъективна.

## Список композиций
Автор всех композиций — Джон Зорн
1. «Makahaa» — 5:20
2. «The Quiet Surf» — 3:14
3. «Samarkan» — 6:41
4. «Train to Thiensan» — 3:51
5. «Snake Catcher» — 6:32
6. «Mao’s Moon» — 5:19
7. «Cutting Stone» — 7:10
8. «La Flor del Barrio» — 3:10
9. «Bridge to the Beyond» — 5:33
10. «Makahaa (reprise)» — 4:34

## Участники записи
- Сиро Баптиста (англ. Cyro Baptista) — перкуссия
- Джоуи Бэрон (англ. Joey Baron) — ударные
- Дженнифер Чои (англ. Jennifer Choi) — скрипка
- Грег Коэн (англ. Greg Cohen) — контрабас (6)
- Дейв Даглас (англ. Dave Douglas) — труба (6)
- Тревор Данн (англ. Trevor Dunn) — бас-гитара
- Майк Паттон — голос (9)
- Раман Рамакишна — виолончель
- Марк Рибо — гитара
- Масуми Ростад — альт
- Нед Ротенберг — сякухати
- Джейми Сафт (англ. Jamie Saft) — орган, пианино Вурлитзера (англ. Wurlitzer Piano), фортепиано, клавишные
- Джон Зорн — фортепиано, терменвокс (9)